# Krsto Pavletić
Krsto Pavletić (pseud. Pavle Krstinić i Osman beg Štafić; Draga kraj Rijeke, 4. ožujka 1865. – Zagreb, 9. travnja 1919.) bio je hrvatski književnik.

## Životopis
Rođen je u Dragi kraj Rijeke. U Zagrebu je završio studij klasične filologije. Nakon završenog studija kao profesor je službovao u Zagrebu, Gospiću, Požegi, Srijemskoj Mitrovici i Senju. Od 1908. do 1918. godine bio je urednik Nastavnog vjesnika, a od 1917. do 1919. godine bio je predsjednik Matice hrvatske. Bio je i član Hrvatskog sokola.
Pisao je pjesme, pripovijesti i drame u kojima opisuje događaje iz hrvatske prošlosti, te studije, prikaze i filološke i književne rasprave.

## Djela
- Vjerne sluge (1898.), ep
- Petar Svačić (1903.), dramska trilogija
- Bratski inat (1911.), drama
- Život i pjesnička djela Franje Markovića (1917.), književna rasprava
- Čuvaj se senjske ruke, dramatizacija Šenoina romana
- Kruk, knez rujanski
- Jelena Zrinjska u Munkaču
- Katarina Zrinjska na umoru
- Ivaniš ban na stratištu
- Sudbina Mladena bana
- Marko Skoblić
- Krvavi sabor
- Filopoimenova zadnja zdravica
- Pribina, drama
- Stjepan Tvrtko, drama
- Tiberius Gracehus, drama
- Kobna oklada, drama
- Borba proti sitnicima, drama
- Riječi i djela, drama

## Vanjske poveznice
Mrežna mjesta
- Krsto Pavletić, Pabirci po ˝Zrinijadi˝ Petra Zrinjskog, Nastavni vjesnik, knjiga VII./1899.
- Krsto Pavletić, Iz »Kralja Stjepana« (Drugoga dijela trilogije »Petar Svačić«), Spomen cvieće iz hrvatskih i slavenskih dubrava, Matica hrvatska, 1900.